# 被離遠藤介
被離遠藤介（学名：Endocythere bielii）为荊花介科遠藤介屬下的一个种。